# 希律亚基帕二世

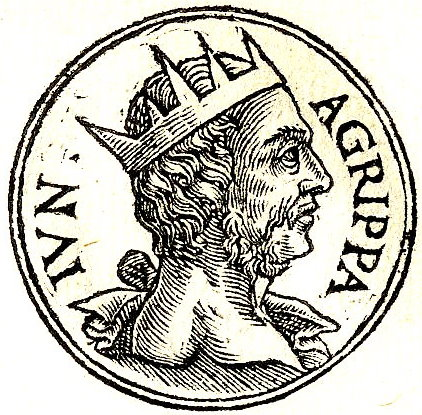
亞基帕二世，出自纪尧姆·鲁耶的《圣像和标志的提示》

希律亚基帕二世（英語：Herod Agrippa II，希伯來語：‎，27或28–92或100）正式全名为马库斯·尤利乌斯·阿格里帕，有时只叫亚基帕，是希律王朝的最后国王。他是希律亚基帕一世国王的儿子，贝勒尼基、玛丽安娜和德鲁西拉的兄弟。。他統治期間他的國家已經是羅馬帝國的從屬國。由于担心犹太人起义，希律亚基帕二世于66年逃离耶路撒冷，并在第一次猶太–羅馬戰爭中支持罗马帝國。

## 早期生活
希律亚基帕二世是在罗马皇帝克勞狄一世的宫廷长大，当时他父亲死时，他只有十七岁。克勞狄一世因此让他留在罗马，派庫斯皮烏斯·法杜斯作为罗马犹地亚行省的总督。在罗马期间，他在克勞狄一世面前为犹太人发声，批评撒馬利亞人和罗马犹地亚行省总督文提狄乌斯·库曼努斯，文提狄乌斯·库曼努斯在后来被认为是引发犹太人骚乱的祸首。

## 获取权力

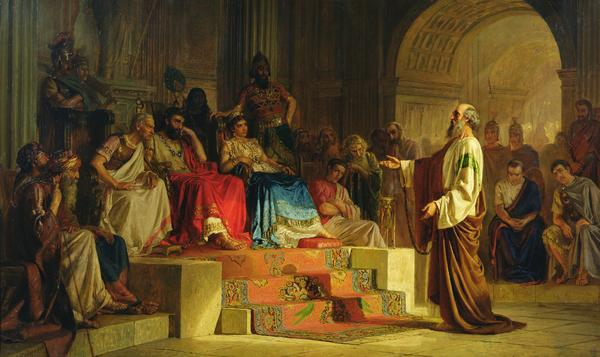
尼古拉·博达列夫斯基的《使徒保罗受审》，亞基帕和贝勒尼基都坐在宝座上。

53年，克劳狄一世任命希律亚基帕二世為国王。

## 与罗马的战争

### 与约瑟夫斯的关系
亚基帕二世和历史学家约瑟夫斯关系非常密切，并为约瑟夫斯写作的《犹太古史》提供关于他自己生平的信息。约瑟夫斯保存着从亚基帕二世收到的两封信。

## 参看
- Herodian dynasty
- Herodian kingdom
- 哈斯蒙王朝和希律王朝统治者列表